# David di Donatello 1966

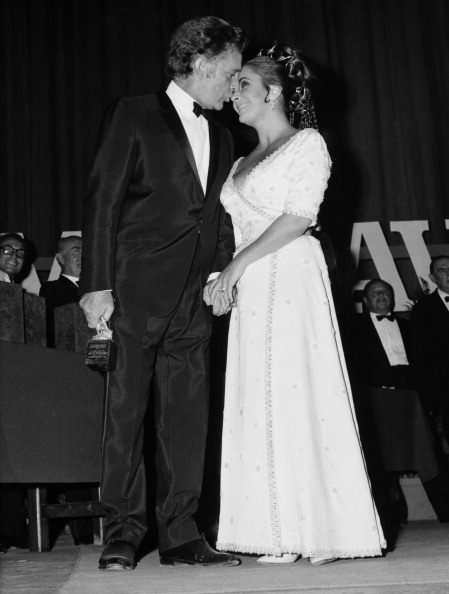
Richard Burton con il premio ricevuto, in compagnia di Elizabeth Taylor

La cerimonia di premiazione dell'11ª edizione dei David di Donatello si è svolta il 6 agosto 1966 al teatro antico di Taormina.

## Vincitori
Miglior regista 
- Alessandro Blasetti - Io, io, io... e gli altri (ex aequo)
- Pietro Germi - Signore & signori (ex aequo)

Migliore produttore
- Rizzoli Film  - Africa addio (ex aequo)
- Dino De Laurentiis  - La Bibbia (The Bible: In the Beginning...) (ex aequo)
- Pietro Germi e  Robert Haggiag  - Signore & signori (ex aequo)

Migliore attrice protagonista
- Giulietta Masina  - Giulietta degli spiriti

Miglior attore protagonista
- Alberto Sordi - Fumo di Londra

Miglior regista straniero
- John Huston - La Bibbia (The Bible: In the Beginning...)

Miglior produttore straniero
- 20th Century Fox - Il tormento e l'estasi (The Agony and the Ecstasy)

Migliore attrice straniera
- Julie Andrews - Tutti insieme appassionatamente (The Sound of Music)

Migliore attore straniero
- Richard Burton  - La spia che venne dal freddo (The Spy Who Came In from the Cold)

Targa d'Oro
- Rosanna Schiaffino, per la sua interpretazione in: La mandragola; regia di Alberto Lattuada
- Lana Turner, per la sua interpretazione in: Madame X (Madame X); regia di David Lowell Rich
- Mario Chiari, per la fotografia di: La Bibbia (film 1966)La Bibbia (The Bible: in the beginning...); regia di John Huston
- Giuseppe Rotunno, per la scenografia di: La Bibbia (film 1966)La Bibbia (The Bible: in the beginning...); regia di John Huston
- Vincenzo Labella, per la sua regia e sceneggiatura in: Prologue: The Artist Who Did Not Want to Paint; Cortometraggio-Documentario su Michelangelo (13 min.)